# Elpia
Elpia là một chi bướm đêm thuộc họ Erebidae.